# Neurophyseta cyclicalis
Neurophyseta cyclicalis là một loài bướm đêm trong họ Crambidae.